# Лаплатска низина
Лаплатската низина(на испански: Llanura chacopampeana) е наименованието на ниските източни части на равнините на реките Парана, Парагвай и Уругвай (т.н. Централни равнини) в Южна Америка, разположена на териториите на Аржентина (североизточните части), Парагвай (почти цялата територия), Боливия (югоизточната част), Уругвай (западните и централните части) и Бразилия (крайната югозападна част). Обхваща източните части на природната област Гран Чако, равнините на Междуречието (т.н. Аржентинска Месопотамия) и природната област на Пампасите. Простира се на около 2400 km от север на юг и на около 900 km от запад на изток. На запад е ограничена от подножието на Андите, а на изток – от югозападното подножие на Бразилското плато и бреговете на Атлантическия океан..
Лаплатската низина представлява огромна синеклиза в Южноамериканската платформа, запълнена с мощен слой от континентални, предимно кайнозойски наслаги. На север климатът е тропичен, с дъждовно лято и суха зима. В този пояс естествената растителност е представена от редки гори и обширни заблатени пространства покрай реките. На юг климатът е субтропичен, равномерно влажен целогодишно, а растителността е представена от прерии и степи.